# Sarah Burrini
Sarah Burrini (née en 1979) est une auteure de bande dessinée allemande connue pour son webcomic humoristique Das Leben ist kein Ponyhof.

## Distinctions
- 2011 : Prix Peng ! de la meilleure bande dessinée en ligne allemande pour Das Leben is kein Ponyhof
- 2018 : Prix Max et Moritz du meilleur comic strip germanophone pour Das Leben is kein Ponyhof